# Sepsis basilewskyi
Sepsis basilewskyi är en tvåvingeart som beskrevs av Vanschuytbroeck 1962. Sepsis basilewskyi ingår i släktet Sepsis och familjen svängflugor.
Artens utbredningsområde är Tanzania. Inga underarter finns listade i Catalogue of Life.